# سوانته پبو
سوانته پبو (به سوئدی: Svante Pääbo) (متولد ۲۰ آوریل ۱۹۵۵) زیست‌شناس سوئدی و متخصص ژنتیک فرگشتی است. وی در سال ۲۰۲۲ برای «کشفیاتش در زمینه ژنوم انسان‌تبار منقرض‌شده و فرگشت انسان» برندهٔ جایزه نوبل فیزیولوژی یا پزشکی شد. او فرزند سونه بریسترم، برنده جایزه نوبل فیزیولوژی یا پزشکی به همراه بنگت اینگمار ساموئلسون و جان آر. وین در سال ۱۹۸۲ است. مادر او، کارین پابو اهل استونی است.
او مدرک پی‌اچ‌دی خود را از دانشگاه اوپسالا در ۱۹۸۶ دریافت کرد. از ۱۹۹۷ او مدیر دپارتمان ژنتیک مؤسسه انسان‌شناسی فرگشتی ماکس پلانک در لایپزیگ آلمان بوده‌است.